# Volo Turkish Airlines 278
Il volo Turkish Airlines 278, operato dal vettore aereo di bandiera della Turchia con un Boeing 737-4Y0, con registrazione TC-JES e battezzato "Mersin", era un volo di linea da Ankara a Van Ferit (Est della Turchia) che si schiantò il 29 dicembre 1994 durante la fase finale di avvicinamento alla pista innevata dell'aeroporto. Cinque dei sette membri dell'equipaggio e 52 dei 69 passeggeri morirono mentre due membri dell'equipaggio e 19 passeggeri sopravvissero ma con ferite gravi.

## Aeromobile
L'aeromobile, un Boeing 737-4Y0 equipaggiato con due motori CFMI CFM56-3C1, fu costruito dalla Boeing con numero di serie 26074/2376 e fece il suo primo volo il 25 settembre 1992.

## L'incidente
Alle 15:30 (ore locali), il volo TK278 si schiantò contro una collina vicino ad Edremit, un distretto della provincia di Van, ad una quota di 5 700 piedi (1 700 m) a circa 4 km dall'aeroporto durante una avvicinamento VOR-DME alla pista 03 in condizioni meteo avverse (tempesta di neve) nonostante dalla torre di controllo gli fu suggerito di non tentare l'atterraggio. La visibilità era di circa 300 metri.
Fu il primo incidente a veder coinvolto un Boeing 737-400 al tempo; seguì l'incidente del volo Adam Air 574 che si schiantò il primo gennaio 2007 causando 102 vittime.

## Equipaggio e passeggeri
L'aeromobile aveva a bordo 7 membri dell'equipaggio e 69 passeggeri inclusi due neonati.